# Весна Парун
Весна Парун (хорв. Vesna Parun; 10 квітня 1922, острів Зларин, Королівство Югославія, тепер Хорватія — 25 жовтня 2010, Стублічке Топліце, Хорватія) — хорватська поетеса, одна з найвизначніших у повоєнній хорватській літературі.

## З біографії і творчості
Весна Парун народилася 10 квітня 1922 року на острові Зларин.
Після навчання на Зларині, у містах Шибенику та Спліті, вона вивчала романські мови та філософію на факультеті гуманітарних і соціальних наук Загребського університету.
Від 1947 року була вільним митцем, пишучи поезії, есе, критичні статті і дитячі твори. Також перекладала твори зі словенської, німецької, французької та болгарської мов.
Перша книга поезії Весни Парун Zore i vihori (1947) отримала негативні відгуки від соцреалістських критиків, але тим не менше уже тоді засвідчила фундаментальну особливість творчості поетеси — мальовничість і гармонію поетичної виразності.
Починаючи з поетичної збірки Crna maslina (1955) тема кохання стає провідною у творчості Весни Парун. Не пориваючи з романтично-ліричною поезією, від 1960-х років поетеса публікувала сатиричні вірші, спрямовавані на обігрування політики й еротики.
Весна Парун є також автором понад 20 творів для дітей, найвизначнішими і широко відомими серед яких були Mačak Džingiskan і Miki Trasi. Вона також написала декілька драматичних творів, з-поміж яких особливо виділяється балада Marija i mornar.
До інших яскравих творів Весни Парун належать:
- Vidrama vjerna (1957)
- Patka Zlatka (1957)
- Ti i nikad (1959)
- Konjanik (1961)
- Otvorena vrata (1968)
- Ukleti dažd (1969)
- Stid me je umrijeti (1974)
- Igre pred oluju (1979)
- Šum krila, šum vode (1981)
- Salto mortale (1981)
- Pokraj rijeke Kupe kad se vrapci skupe (1989)
- Nedovršeni mozaik (1990)
- Ptica vremena (1996)
- Smijeh od smrti jači (1997)
- Mozak u torbi (2001)
- More jadransko (2001)
- Noć za pakost: moj život u 40 vreća (2001)
- Da sam brod (2002)
- Suze putuju (2002)

## Нагороди і премії
- 1959 — премія «Поет року».
- 1982 — нагорода за життєві і творчі досягнення.
- 1995 — Poeta Oliveatus на фестивалі Croatia rediviva: Ča, Kaj, Što — baštinski dani.
- 2002 — Visoka žuta žita на зібранні національних поетів за життєвий внесок у хорватську літературу.
- 2003 — нагорода Tin Ujević за збірку сонетів Suze putuju.
- 2010 — Європейська нагорода Knjizevna opstina Vrsac.